# 2025年P. LEAGUE+總冠軍賽
2025年P. LEAGUE+總冠軍賽是P. LEAGUE+（PLG）2024-25賽季總冠軍系列賽以及2025年季後賽最後一輪系列賽，比賽採用七戰四勝制總冠軍賽。由桃園璞園領航猿對戰臺北富邦勇士，系列賽於2025年5月5日至5月21日進行。5月21日，桃園璞園領航猿以4比3擊退臺北富邦勇士收下2024-25賽季年度總冠軍，總冠軍賽MVP由桃園璞園領航猿盧峻翔獲得。

## 對陣圖
|  | 季後挑戰賽 | 季後挑戰賽   | 季後挑戰賽 |  |  | 總冠軍賽 | 總冠軍賽       | 總冠軍賽 |  |
|  |            |              |            |  |  |          |                |          |  |
|  | 2          | 臺北富邦勇士 | 3          |  |  |          |                |          |  |
|  | 3          | 台鋼獵鷹     | 1          |  |  | 1        | 桃園璞園領航猿 | 4        |  |
|  |            |              |            |  |  | 2        | 臺北富邦勇士   | 3        |  |

粗體表示系列賽贏家

## 例行賽對戰紀錄
| 2024年10月26日 |

| 詳細數據 |

| 桃園璞園領航猿 84–74 臺北富邦勇士 |

| 2024年11月2日 |

| 詳細數據 |

| 臺北富邦勇士 94–105 桃園璞園領航猿 |

| 2024年11月9日 |

| 詳細數據 |

| 桃園璞園領航猿 114–117 臺北富邦勇士 |

| 2024年12月14日 |

| 詳細數據 |

| 臺北富邦勇士 100–115 桃園璞園領航猿 |

| 2024年12月22日 |

| 詳細數據 |

| 臺北富邦勇士 111–93 桃園璞園領航猿 |

| 2024年12月29日 |

| 詳細數據 |

| 桃園璞園領航猿 106–100 臺北富邦勇士 |

| 2025年3月22日 |

| 詳細數據 |

| 桃園璞園領航猿 117–108 臺北富邦勇士 |

| 2025年3月30日 |

| 詳細數據 |

| 臺北富邦勇士 98–93 桃園璞園領航猿 |

## 賽事過程

### 第一場
| 2025年5月5日 19:30 |

| 詳細數據 |

| 臺北富邦勇士 78–76 桃園璞園領航猿                                   |  |                                                          |
| 每節分數： 13–22、20–14、20–19、25–21                               |  |                                                          |
| 得分： 莫巴耶（26） 篮板： 沃特斯（17） 助攻： 賴廷恩 / 陳又瑋（5） |  | 得分： 伯朗（26） 篮板： 丁恩迪（17） 助攻： 白曜誠（5） |
| 臺北富邦勇士以1比0拔得頭籌                                          |  |                                                          |

### 第二場
| 2025年5月7日 19:30 |

| 詳細數據 |

| 臺北富邦勇士 81–92 桃園璞園領航猿                             |  |                                                        |
| 每節分數： 28–23、27–24、14–26、12–19                         |  |                                                        |
| 得分： 威希（18） 篮板： 威希（13） 助攻： 威希 / 賴廷恩（4） |  | 得分： 瓊斯（21） 篮板： 瓊斯（11） 助攻： 葛拉漢（5） |
| 桃園璞園領航猿扳成1比1平手                                    |  |                                                        |

### 第三場
| 2025年5月10日 14:30 |

| 詳細數據 |

| 桃園璞園領航猿 81–88 臺北富邦勇士                                |  |                                                                        |
| 每節分數： 22–25、19–19、24–20、16–24                            |  |                                                                        |
| 得分： 葛拉漢（29） 篮板： 丁恩迪（9） 助攻： 瓊斯 / 李家慷（5） |  | 得分： 莫巴耶 / 金恩（19） 篮板： 沃特斯 / 威希（11） 助攻： 金恩（6） |
| 臺北富邦勇士以2比1領先                                           |  |                                                                        |

### 第四場
| 2025年5月14日 19:30 |

| 詳細數據 |

| 桃園璞園領航猿 91–75 臺北富邦勇士                        |  |                                                        |
| 每節分數： 19–21、21–22、21–19、30–13                    |  |                                                        |
| 得分： 盧峻翔（28） 篮板： 伯朗（15） 助攻： 白曜誠（8） |  | 得分： 莫巴耶（19） 篮板： 威希（14） 助攻： 金恩（4） |
| 桃園璞園領航猿扳成2比2平手                               |  |                                                        |

### 第五場
| 2025年5月17日 17:00 |

| 詳細數據 |

| 臺北富邦勇士 86–83 桃園璞園領航猿                               |  |                                                          |
| 每節分數： 24–29、22–25、12–16、28–13                           |  |                                                          |
| 得分： 金恩（23） 篮板： 威希（16） 助攻： 林志傑 / 賴廷恩（6） |  | 得分： 盧峻翔（21） 篮板： 伯朗（13） 助攻： 白曜誠（6） |
| 臺北富邦勇士以3比2聽牌                                          |  |                                                          |

### 第六場
| 2025年5月19日 19:30 |

| 詳細數據 |

| 桃園璞園領航猿 83–67 臺北富邦勇士                          |  |                                                                      |
| 每節分數： 23–16、24–15、17–22、19–14                      |  |                                                                      |
| 得分： 盧峻翔（19） 篮板： 布依德（14） 助攻： 盧峻翔（6） |  | 得分： 威希 / 金恩（16） 篮板： 威希 / 莫巴耶（11） 助攻： 金恩（4） |
| 桃園璞園領航猿扳成3比3平手                                 |  |                                                                      |

### 第七場
| 2025年5月21日 19:30 |

| 詳細數據 |

| 臺北富邦勇士 86–89 桃園璞園領航猿                             |  |                                                                 |
| 每節分數： 21–25、29–20、23–20、13–24                         |  |                                                                 |
| 得分： 威希（17） 篮板： 威希（25） 助攻： 林志傑 / 金恩（4） |  | 得分： 伯朗 / 盧峻翔（20） 篮板： 伯朗（16） 助攻： 白曜誠（7） |
| 桃園璞園領航猿以4比3奪得2024-25賽季年度總冠軍                 |  |                                                                 |

## 球員名單
桃園璞園領航猿
臺北富邦勇士

## 外部連結
- 官方网站